# 滚刀法
滾刀法是切法之一。一手滾動原料，一手持刀跟切，切一刀滾動一次。切時要掌握一定的斜度。多用於切圓而脆的材料，如：蘿蔔、馬鈴薯及一些瓜類。通过改变切時的斜度和滾動快慢，使切出來的原料形狀各異。